# Ангелина Топић
Ангелина Топић (Београд, 26. јул 2005) српска је атлетичарка која се такмичи у скоку увис. Проглашена је за најбољу младу спортисткињу Европе 2022. године.

## Каријера

### 2022: Светски рекорд за млађе јуниорке
Ангелина Топић је постала сениорска рекордерка Србије у скоку увис када је 1. јуна 2022. у Атини прескочила 1,95 и за један сантиметар поправила рекорд који је држала Амра Темим од 1988. године.
У Крушевцу 26. јуна 2022. прескочила је летвицу на висини 1,96 м и изједначила најбољи резултат у свету икада за узраст млађих јуниорки (млађи од 18 година). Пре Ангелине висину од 1,96 у свету су прескочиле само пет млађих јуниорки:
- Шармејн Виверс из ЈАР (Блумфонтејн, ЈАР, 1981)
- Олга Турчак из Совјетског Савеза (Доњецк, Совјетски Савез, 1984)
- Еленор Патерсон из Аустралије (Таунсвил, Аустралија, 2013)
- Вашти Канингем из САД (Едмонтон, Канада, 2015)[2]
- Јарослава Махучих из Украјине (Минск, Белорусија, 2018 (у дворани)[3]

После Ангелине, висину од 1,96 м прескочила је и Кармен Брус из Естоније, на светском првенству за сениоре у јулу 2022.

### 2022: Међународни успеси
На Европском првенству за млађе јуниоре, 6. јула 2022. године у Израелу, освојила је златну медаљу у скоку увис резултатом 1,92 м. На Светском првенству за јуниоре (до 20 година) у Калију, у Колумбији 2022. године, освојила је бронзану медаљу резултатом 1,93 м.
Први велики успех у сениорској конкуренцији је остварила на Европском првенству 2022. у Минхену, када је освојила бронзану медаљу скоком од 1,93 м.
Проглашена је за најбољу младу спортисткињу Европе 2022. године у избору Европских олимпијских комитета.

### 2023: Европска јуниорска првакиња
У 2023. години оборила је свој и државни рекорд Србије прескочивши 197 см на митингу Дијамантске лиге у Паризу. Исти резултат поновила је 8. септембра на митингу Дијамантске лиге у Бриселу, када је освојила друго место иза Јарославе Махучих. На митингу у Банској Бистрици 13. фебруара 2024. Ангелина је победила са висином од 197 см и тиме поправила рекорд Србије у дворани.
На Европском првенству за јуниоре у Јерусалиму освојила је златну медаљу у скоку увис са прескочених 1,90 м и шесто место у скоку удаљ са прескочених 6,42 м.

### 2024: Сребро у Риму и злато у Лими
У јануару 2024. Ангелина је оборила државни рекорд за старије јуниорке у скоку удаљ (6,57) којег је 2007. године поставила Ивана Шпановић (6,53).
Освојила је сребрну медаљу на Првенству Европе у Риму, скоком од 197 см. Државни рекорд у скоку у вис поставила је у Маракешу 19. маја 2024. када је прескочила 198 см. Исту висину прескочила је на митингу Дијамантске лиге у Паризу 7. јула 2024. 2. августа 2024. се квалификовала у финале Олимпијских игара у Паризу, али због повреде десног скочног зглоба, која се десила непосредно пре квалификација, одустала је од борбе за медаљу.
После недаћа из Париза, постала је светска јуниорска првакиња у на првенству у Лими.

### 2025: Сребро у Апелдорну, злато у Бергену
Освојила је сребрну медаљу на Европском првенству у дворани, које је одржано у холандском граду Апелдорну, скоком од 195 см. На Светском дворанском првенству у Нанкингу, освојила је 4. место скоком од 195 см. На Европском првенству за млађе сениоре Ангелина је победила са прескоченом висином од 195 см.

## Значајнији резултати
| Представљајући Србију | Представљајући Србију                     | Представљајући Србију | Представљајући Србију | Представљајући Србију | Представљајући Србију |
| Година                | Такмичење                                 | Место                 | Пласман               | Резултат              | Референце             |
| --------------------- | ----------------------------------------- | --------------------- | --------------------- | --------------------- | --------------------- |
| 2021                  | Балканске јуниорске игре у дворани        | Софија                | 2.                    | 1,82 м                | [ 26 ]                |
| 2021                  | Балканске јуниорске игре                  | Истанбул              | 1.                    | 1,88 м                | [ 27 ]                |
| 2021                  | Балканске игре                            | Смедерево             | 10.                   | 1,82 м                |                       |
| 2021                  | Европско првенство за јуниоре             | Талин                 | 8.                    | 1,83 м                | [ 28 ]                |
| 2021                  | Балканске омладинске игре                 | Краљево               | 1.                    | 1,83 м                |                       |
| 2021                  | Светско првенство за јуниоре              | Најроби               | 6.                    | 1,84 м                | [ 29 ]                |
| 2022                  | Балканске јуниорске игре у дворани        | Београд               | 1.                    | 1,86 м                | [ 30 ]                |
| 2022                  | Светско првенство у дворани               | Београд               | 9.                    | 1,88 м                | [ 31 ]                |
| 2022                  | Европско првенство за млађе јуниоре       | Јерусалим             | 1.                    | 1,92 м                | [ 6 ]                 |
| 2022                  | Светско првенство за јуниоре              | Кали                  | 3.                    | 1,93 м                | [ 7 ]                 |
| 2022                  | Европско првенство                        | Минхен                | 3.                    | 1,93 м                | [ 8 ]                 |
| 2023.                 | Европско првенство у дворани              | Истанбул              | 4.                    | 1,94 м                | [ 32 ]                |
| 2023.                 | Европско првенство за јуниоре             | Јерусалим             | 1.                    | 1,90 м                | [ 15 ]                |
| 2023.                 | Европско првенство за јуниоре (скок удаљ) | Јерусалим             | 6.                    | 6,42 м                | [ 15 ]                |
| 2023.                 | Светско првенство                         | Будимпешта            | 7.                    | 1,94 м                | [ 33 ]                |
| 2024.                 | Светско првенство у дворани               | Глазгов               | 5.                    | 1,92 м                | [ 34 ]                |
| 2024.                 | Европско првенство                        | Рим                   | 2.                    | 1,97 м                | [ 17 ]                |
| 2024.                 | Олимпијске игре                           | Париз                 | Финале                | 1,92 м                | [ 20 ] [ 21 ]         |
| 2024.                 | Светско првенство за јуниоре              | Лима                  | 1.                    | 1,91 м                | [ 22 ]                |
| 2025.                 | Европско првенство у дворани              | Апелдорн              | 2.                    | 1,95 м                | [ 36 ]                |
| 2025.                 | Светско првенство у дворани               | Нанкинг               | 4.                    | 1,95 м                | [ 24 ]                |
| 2025.                 | Европско првенство за млађе сениоре       | Берген                | 1.                    | 1.95 м                | [ 25 ]                |

## Лични рекорди
На отвореном:
- 100 метара — 12,34 (Београд 2021)
- 200 метара — 24,92 (Сремска Митровица 2021)
- 100 метара препоне — 14,95 (Сремска Митровица 2021)
- Скок увис — 1,98 (Маракеш, Париз 2024)  НР
- Скок удаљ — 6,58 (Краљево 2023)
- Троскок — 12,68 (Сремска Митровица 2022)

У дворани:
- 60 метара препоне — 9,36 (Београд 2022)
- Скок увис — 1,97 (Банска Бистрица 2024) НР
- Скок удаљ — 6,57 (Београд 2024)
- Троскок — 13,00 (Београд 2023)
- Петобој — 3.745 (Београд 2022)

Напредак личног рекорда у скоку увис:
- 2018 – 1,60
- 2019 – 1,71
- 2020 – 1,81
- 2021 – 1,88
- 2022 – 1,96
- 2023 – 1,97
- 2024 – 1,98

## Приватно
Тренер јој је отац Драгутин Топић, рекордер Србије у скоку увис. Мајка јој је Биљана Топић, рекордерка Србије у троскоку.

## Награде и признања
- Најбоља млада спортисткиња Европе (Пјотр Нуровски)[11]
- Звезда у успону за 2023. годину[39]